# Brie (Deux-Sèvres)
Brie és un municipi francès situat al departament de Deux-Sèvres i a la regió de la Nova Aquitània. L'any 2007 tenia 187 habitants.

## Demografia

### Població
El 2007 la població de fet de Brie era de 187 persones. Hi havia 78 famílies de les quals 26 eren unipersonals (11 homes vivint sols i 15 dones vivint soles), 26 parelles sense fills i 26 parelles amb fills.
La població ha evolucionat segons el següent gràfic:
Habitants censats

### Habitatges
El 2007 hi havia 115 habitatges, 85 eren l'habitatge principal de la família, 18 eren segones residències i 12 estaven desocupats. Tots els 115 habitatges eren cases. Dels 85 habitatges principals, 75 estaven ocupats pels seus propietaris, 9 estaven llogats i ocupats pels llogaters i 1 estava cedit a títol gratuït; 1 tenia una cambra, 4 en tenien dues, 15 en tenien tres, 23 en tenien quatre i 42 en tenien cinc o més. 60 habitatges disposaven pel capbaix d'una plaça de pàrquing. A 37 habitatges hi havia un automòbil i a 38 n'hi havia dos o més.

### Piràmide de població
La piràmide de població per edats i sexe el 2009 era:
| Homes | Edats   | Dones |
| ----- | ------- | ----- |
| 0     | 95 o +  | 0     |
| 0     | 90 a 94 | 4     |
| 4     | 85 a 89 | 0     |
| 0     | 80 a 84 | 12    |
| 8     | 75 a 79 | 4     |
| 8     | 70 a 74 | 0     |
| 8     | 65 a 69 | 8     |
| 4     | 60 a 64 | 4     |
| 0     | 55 a 59 | 4     |
| 12    | 50 a 54 | 12    |
| 12    | 45 a 49 | 12    |
| 12    | 40 a 44 | 8     |
| 4     | 35 a 39 | 4     |
| 0     | 30 a 34 | 0     |
| 4     | 25 a 29 | 4     |
| 4     | 20 a 24 | 0     |
| 8     | 15 a 19 | 8     |
| 16    | 10 a 14 | 0     |
| 4     | 5 a 9   | 4     |
| 0     | 0 a 4   | 4     |

## Economia
El 2007 la població en edat de treballar era de 125 persones, 85 eren actives i 40 eren inactives. De les 85 persones actives 76 estaven ocupades (44 homes i 32 dones) i 10 estaven aturades (5 homes i 5 dones). De les 40 persones inactives 12 estaven jubilades, 10 estaven estudiant i 18 estaven classificades com a «altres inactius».

### Ingressos
El 2009 a Brie hi havia 92 unitats fiscals que integraven 205,5 persones, la mediana anual d'ingressos fiscals per persona era de 14.205 €.

### Activitats econòmiques
Dels 7 establiments que hi havia el 2007, 1 era d'una empresa de construcció, 2 d'empreses de comerç i reparació d'automòbils, 2 d'empreses financeres, 1 d'una empresa de serveis i 1 d'una empresa classificada com a «altres activitats de serveis».
L'únic servei als particulars que hi havia el 2009 era una lampisteria.
L'únic establiment comercial que hi havia el 2009 era una llibreria.
L'any 2000 a Brie hi havia 23 explotacions agrícoles que ocupaven un total de 2.370 hectàrees.

## Poblacions més properes
El següent diagrama mostra les poblacions més properes.